# Verwaltungsgemeinschaft Großbreitenbach
De Verwaltungsgemeinschaft Großbreitenbach is een voormalig gemeentelijk samenwerkingsverband van zes gemeenten in het landkreis Ilm-Kreis in de Duitse deelstaat Thüringen. Het bestuurscentrum bevond zich in de stad Großbreitenbach.

## Geschiedenis
Op 6 juli 2018 werd de aangrenzende Verwaltungsgemeinschaft Langer Berg opgeheven en werden de gemeenten Herschdorf en Neustadt am Rennsteig, die daarvan deel hadden uitgemaakt, opgenomen in de Verwaltungsgemeinschaft Großbreitenbach. Op 1 januari 2019 werd het samenwerkingsverband opgeheven en werden de gemeenten samengevoegd in de gemeente Großbreitenbach.

## Deelnemende gemeenten
De volgende gemeenten maakten deel uit van de Verwaltungsgemeinschaft:
- Altenfeld
- Böhlen
- Friedersdorf
- Gillersdorf
- Großbreitenbach
- Herschdorf
- Neustadt am Rennsteig
- Wildenspring